# Куси-ле-Шато-Офрик (кантон)
Куси-ле-Шато-Офрик (фр. Coucy-le-Château-Auffrique) — упраздненный кантон во Франции, регион Пикардия. Департамент кантона — Эна. Входил в состав округа Лан. Население кантона на 2010 год составляло 11 820 человек.
Код INSEE кантона — 0211. Всего в кантон Куси-ле-Шато-Офрик входило 29 коммун, из них главной коммуной являлась Куси-ле-Шато-Офрик.

## Коммуны кантона
В состав кантона входили коммуны (население по данным Национального института статистики за 2010 г.):
- Баризи — население 723 чел.
- Беме — население 164 чел.
- Бишанкур — население 1 041 чел.
- Блеранкур — население 1 262 чел.
- Бургиньон-су-Куси — население 91 чел.
- Вассан — население 172 чел.
- Вернёй-су-Куси — население 130 чел.
- Гюни — население 446 чел.
- Жюманкур — население 154 чел.
- Камлен — население 442 чел.
- Кенси-Бас — население 58 чел.
- Креси-о-Мон — население 289 чел.
- Куси-ла-Виль — население 213 чел.
- Куси-ле-Шато-Офрик — население 1 076 чел.
- Кьерзи-сюр-Уаз — население 459 чел.
- Ландрикур — население 127 чел.
- Лёйи-су-Куси — население 413 чел.
- Маникан — население 309 чел.
- Одиньикур — население 102 чел.
- Пон-Сен-Мар — население 185 чел.
- Пьерманд — население 276 чел.
- Селан — население 237 чел.
- Сен-Поль-о-Буа — население 395 чел.
- Сент-Обен — население 322 чел.
- Сетво — население 191 чел.
- Троли-Луар — население 593 чел.
- Фоламбре — население 1 504 чел.
- Френ — население 152 чел.
- Шан — население 293 чел.

## Экономика
Структура занятости населения :
- сельское хозяйство — 14,4 %
- промышленность — 18,2 %
- строительство — 10,6 %
- торговля, транспорт и сфера услуг — 26,9 %
- государственные и муниципальные службы — 29,9 %

## Политика
На президентских выборах 2012 г. жители кантона отдали в 1-м туре 28,6 % голосов Марин Ле Пен против 25,2 % у Франсуа Олланда и 23,1 % у Николя Саркози, во 2-м туре в кантоне победил Олланд, получивший 52,5 % (2007 г. 1 тур: Саркози — 28,8 %, Сеголен Руаяль — 20,5 %; 2 тур: Саркози — 55,5 %). На выборах в Национальное собрание в 2012 г. по 4-му избирательному округу департамента Эна они в 1-м туре поддержали кандидата правых  Изабель Летрийяр, получившую 24,4 % голосов, но во 2-м туре большинство голосов — 52,4 % — получила поддерживавшаяся социалистами Мари-Франсуаза Бештель.
|  | Кандидат            | Партия                         | % голосов |
|  | ------------------- | ------------------------------ | --------- |
|  | Жан-Клод Дюмон      | Коммунистическая партия        | 63,72     |
|  | Жан-Серж Симон      | Прочие правые                  | 17,62     |
|  | Ксавье Далл'ара     | Национальный фронт             | 10,87     |
|  | Албан Дельфорж-Понс | Союз за французскую демократию | 7,79      |